# Trouble (Natalia Kills)
Trouble  è il secondo album discografico in studio della cantante inglese Natalia Kills, pubblicato nel settembre 2013.

## Tracce
1. Television - 5:54
2. Problem - 3:43
3. Stop Me - 3:45
4. Boys Don't Cry - 3:36
5. Daddy's Girl - 3:33[1]
6. Saturday Night - 4:46
7. Devils Don't Fly - 4:37
8. Outta Time - 3:42
9. Controversy - 4:51
10. Rabbit Hole - 3:14
11. Watching You - 3:49
12. Marlboro Lights - 4:05
13. Trouble - 4:19